# سیارک ۶۱۱۰
سیارک ۶۱۱۰ (به انگلیسی: 6110 Kazak، نامگذاری:1978NQ1) شش هزار و صد و دهمین سیارک کشف شده‌است که در ۴ ژوئیه ۱۹۷۸ کشف شد.
قدر مطلق سیارک برابر ۱۴٫۳۰ است.